# Acropsilus toma
Acropsilus toma är en tvåvingeart som beskrevs av Daniel J. Bickel 1998. Acropsilus toma ingår i släktet Acropsilus och familjen styltflugor. Inga underarter finns listade i Catalogue of Life.